# Ponte românica de Dom Goimil

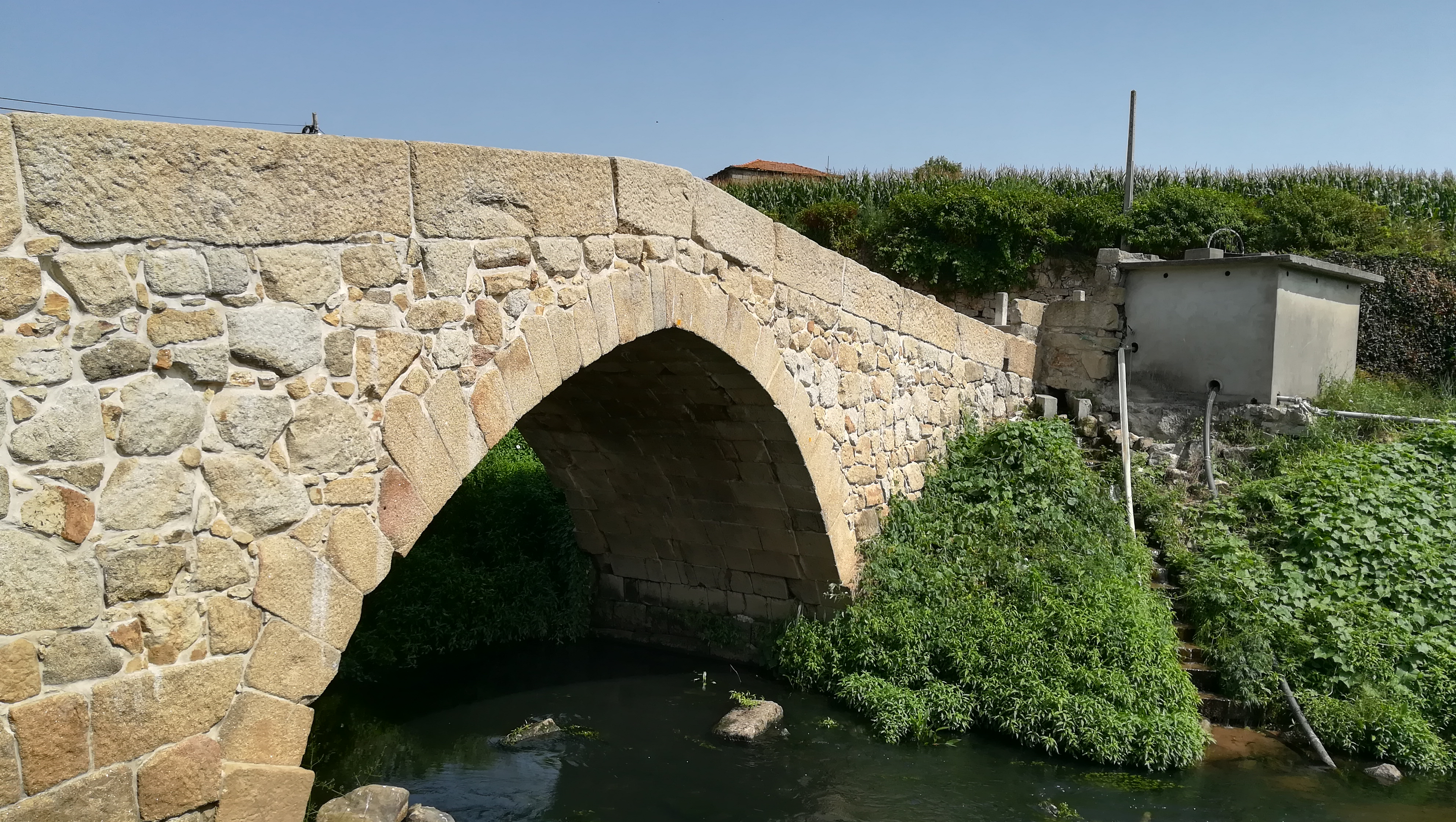
Ponte Românica de D. Goimil

A Ponte românica de Dom Goimil sobre o Rio Leça, localiza-se em Custóias, na atual freguesia de Custóias, Leça do Balio e Guifões, município de Matosinhos, no distrito do Porto, em Portugal.

## História
Por este local passava uma estrada, possivelmente do período da invasão romana da península Ibérica, com alguma importância regional. Esta via encontra-se referenciada documentalmente na Idade Média como "Via Veteris", ou seja, "Estrada Velha". Iniciava-se junto ao rio Douro, na zona da Arrábida e, vindo pelo couto entre Lordelo e Cedofeita, passava pelo Cruzeiro de Santiago de Custóias, cruzava o rio Leça neste local e daqui dirigia-se por Pedras Rubras, Aveleda, Modivas e Vairão para o estuário do rio Ave.
A ponte, exemplo da arquitetura civil pública medieval, encontra-se classificada como Imóvel de Interesse Público pelo Decreto nº 516/71 de 22 de novembro.

## Características
Constitui uma ponte de cavalete com um arco ogival, em alvenaria de granito irregular, apresentando uma tipologia construtiva característica da Idade Média, entre os séculos XIII e XIV.